# Gina Lynn
Pour les articles homonymes, voir Lynn.
Gina Lynn, née le 15 février 1974 à Mayagüez, est une actrice et réalisatrice de films pornographiques américaine d'origine portoricaine.

## Biographie
Gina est née à Porto Rico de parents italiens mais elle grandit à Jackson Township dans le New Jersey.
Alors qu'elle était encore au lycée, elle fait du striptease. En 1997, elle pose pour des photos érotiques et en 1999 elle apparaît dans son premier film X Eighteen in Vegas. Depuis, elle produit aussi des films lesbiens avec Gina Lynn Productions.
Elle apparaît dans le clip d'Eminem Superman, Mafia Blues 2 (Analyze That) et Les Soprano.
Elle est la Penthouse Pet d'avril 2012.

## Récompenses
- 2005 : AVN Awards for Best Oral Sex Scene (Film) pour Darkside (2004) : Best Gonzo Release
- 2008 : F.A.M.E. Awards - Favorite Ass
- 2010 : AVN Hall of Fame

## Filmographie «normale»
- 2012 : Mancation de Frank Vain
- 2011 : The Reunion de Jeff Stewart
- 2011 : Calvin's Dream de John O'Leary
- 2011 : Rap Sucks de Bill Zebub
- 2011 : 33 Reverse Gunther de Samuel Q. Reyes
- 2010 : Killer Hoo-Ha! de Sean Pomper
- 2010 : Booley de Christian Grillo : Dakota Banks
- 2009 : Minghags: The Movie de Bam Margera, Brandon Dicamillo
- 2009 : Cat Shack de Paul Bernardo (court métrage 16 min)
- 2009 : Still a Teen Movie de Melvin James
- 2008 : Minghags: The Movie de Bam Margera (non sortie)
- 2006 : Assmonster: The Making of a Horror Movie de Bill Zebub
- 2004 : Les Soprano (Saison 5, Episode 4 "All Happy Families")
- 2002 : Eminem "Superman" (vidéo)
- 2002 : Mafia Blues 2 (Analyze That) de Harold Ramis
- 2010 : Vinnie Paz "Keep Movin' On" ft. Shara Worden (vidéo)

## Filmographie pornographique
Voir IAFD.